# Lista municipiilor din Ceará

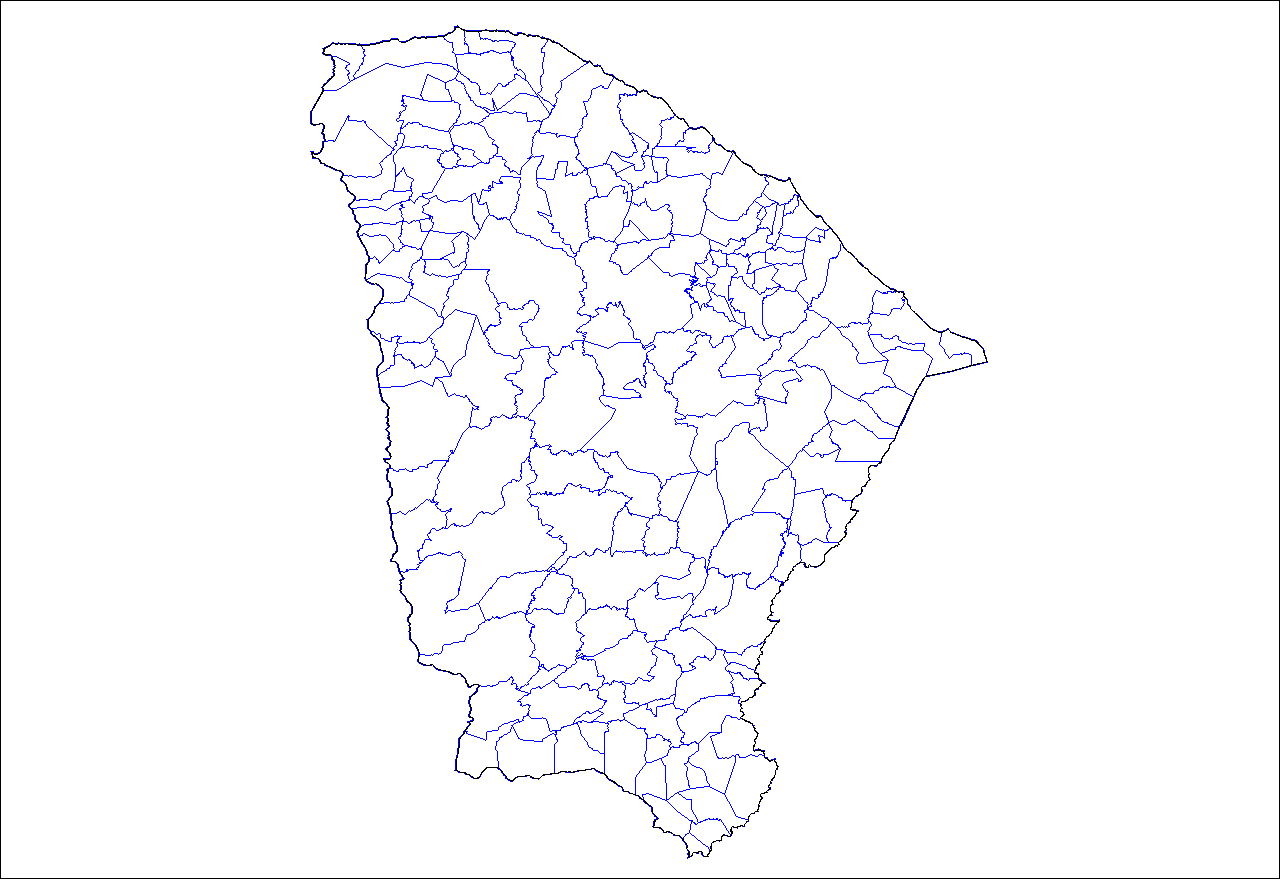
Municipalities of Ceara (Brazilia).

Aceasta este lista municipiilor din statul Ceará (CE), Brazilia.
| Mezoregiune                | Microregiune                | Municipiu                 |
| -------------------------- | --------------------------- | ------------------------- |
| Centro-Sul Cearense        | Iguatu                      | Cedro                     |
| Centro-Sul Cearense        | Iguatu                      | Icó                       |
| Centro-Sul Cearense        | Iguatu                      | Iguatu                    |
| Centro-Sul Cearense        | Iguatu                      | Orós                      |
| Centro-Sul Cearense        | Iguatu                      | Quixelô                   |
| Centro-Sul Cearense        | Lavras da Mangabeira        | Baixio                    |
| Centro-Sul Cearense        | Lavras da Mangabeira        | Ipaumirim                 |
| Centro-Sul Cearense        | Lavras da Mangabeira        | Lavras da Mangabeira      |
| Centro-Sul Cearense        | Lavras da Mangabeira        | Umari                     |
| Centro-Sul Cearense        | Varzea Alegre               | Antonina do Norte         |
| Centro-Sul Cearense        | Varzea Alegre               | Cariús                    |
| Centro-Sul Cearense        | Varzea Alegre               | Jucás                     |
| Centro-Sul Cearense        | Varzea Alegre               | Tarrafas                  |
| Centro-Sul Cearense        | Varzea Alegre               | Várzea Alegre             |
| Jaguaribe                  | Baixo Jaguaribe             | Alto Santo                |
| Jaguaribe                  | Baixo Jaguaribe             | Ibicuitinga               |
| Jaguaribe                  | Baixo Jaguaribe             | Jaguaruana                |
| Jaguaribe                  | Baixo Jaguaribe             | Limoeiro do Norte         |
| Jaguaribe                  | Baixo Jaguaribe             | Morada Nova               |
| Jaguaribe                  | Baixo Jaguaribe             | Palhano                   |
| Jaguaribe                  | Baixo Jaguaribe             | Quixeré                   |
| Jaguaribe                  | Baixo Jaguaribe             | Russas                    |
| Jaguaribe                  | Baixo Jaguaribe             | São João do Jaguaribe     |
| Jaguaribe                  | Baixo Jaguaribe             | Tabuleiro do Norte        |
| Jaguaribe                  | Litoral de Aracati          | Aracati                   |
| Jaguaribe                  | Litoral de Aracati          | Fortim                    |
| Jaguaribe                  | Litoral de Aracati          | Icapuí                    |
| Jaguaribe                  | Litoral de Aracati          | Itaiçaba                  |
| Jaguaribe                  | Medio Jaguaribe             | Jaguaretama               |
| Jaguaribe                  | Medio Jaguaribe             | Jaguaribara               |
| Jaguaribe                  | Medio Jaguaribe             | Jaguaribe                 |
| Jaguaribe                  | Serra do Pereiro            | Ererê                     |
| Jaguaribe                  | Serra do Pereiro            | Iracema                   |
| Jaguaribe                  | Serra do Pereiro            | Pereiro                   |
| Jaguaribe                  | Serra do Pereiro            | Potiretama                |
| Metropolitana de Fortaleza | Fortaleza                   | Aquiraz                   |
| Metropolitana de Fortaleza | Fortaleza                   | Caucaia                   |
| Metropolitana de Fortaleza | Fortaleza                   | Eusébio                   |
| Metropolitana de Fortaleza | Fortaleza                   | Fortaleza (state capital) |
| Metropolitana de Fortaleza | Fortaleza                   | Guaiúba                   |
| Metropolitana de Fortaleza | Fortaleza                   | Itaitinga                 |
| Metropolitana de Fortaleza | Fortaleza                   | Maracanaú                 |
| Metropolitana de Fortaleza | Fortaleza                   | Maranguape                |
| Metropolitana de Fortaleza | Fortaleza                   | Pacatuba                  |
| Metropolitana de Fortaleza | Pacajus                     | Horizonte                 |
| Metropolitana de Fortaleza | Pacajus                     | Pacajús                   |
| Noroeste Cearense          | Coreau                      | Coreaú                    |
| Noroeste Cearense          | Coreau                      | Frecheirinha              |
| Noroeste Cearense          | Coreau                      | Moraújo                   |
| Noroeste Cearense          | Coreau                      | Uruoca                    |
| Noroeste Cearense          | Ibiapaba                    | Carnaubal                 |
| Noroeste Cearense          | Ibiapaba                    | Croatá                    |
| Noroeste Cearense          | Ibiapaba                    | Guaraciaba do Norte       |
| Noroeste Cearense          | Ibiapaba                    | Ibiapina                  |
| Noroeste Cearense          | Ibiapaba                    | São Benedito              |
| Noroeste Cearense          | Ibiapaba                    | Tianguá                   |
| Noroeste Cearense          | Ibiapaba                    | Ubajara                   |
| Noroeste Cearense          | Ibiapaba                    | Viçosa do Ceará           |
| Noroeste Cearense          | Ipu                         | Ipú                       |
| Noroeste Cearense          | Ipu                         | Ipueiras                  |
| Noroeste Cearense          | Ipu                         | Pires Ferreira            |
| Noroeste Cearense          | Ipu                         | Poranga                   |
| Noroeste Cearense          | Ipu                         | Reriutaba                 |
| Noroeste Cearense          | Ipu                         | Varjota                   |
| Noroeste Cearense          | Litoral de Camocim e Acarau | Acaraú                    |
| Noroeste Cearense          | Litoral de Camocim e Acarau | Barroquinha               |
| Noroeste Cearense          | Litoral de Camocim e Acarau | Bela Cruz                 |
| Noroeste Cearense          | Litoral de Camocim e Acarau | Camocim                   |
| Noroeste Cearense          | Litoral de Camocim e Acarau | Chaval                    |
| Noroeste Cearense          | Litoral de Camocim e Acarau | Cruz                      |
| Noroeste Cearense          | Litoral de Camocim e Acarau | Granja                    |
| Noroeste Cearense          | Litoral de Camocim e Acarau | Itarema                   |
| Noroeste Cearense          | Litoral de Camocim e Acarau | Jijoca de Jericoacoara    |
| Noroeste Cearense          | Litoral de Camocim e Acarau | Marco                     |
| Noroeste Cearense          | Litoral de Camocim e Acarau | Martinópole               |
| Noroeste Cearense          | Litoral de Camocim e Acarau | Morrinhos                 |
| Noroeste Cearense          | Meruoca                     | Alcântaras                |
| Noroeste Cearense          | Meruoca                     | Meruoca                   |
| Noroeste Cearense          | Santa Quiteria              | Catunda                   |
| Noroeste Cearense          | Santa Quiteria              | Hidrolândia               |
| Noroeste Cearense          | Santa Quiteria              | Santa Quitéria            |
| Noroeste Cearense          | Sobral                      | Cariré                    |
| Noroeste Cearense          | Sobral                      | Forquilha                 |
| Noroeste Cearense          | Sobral                      | Graça                     |
| Noroeste Cearense          | Sobral                      | Groaíras                  |
| Noroeste Cearense          | Sobral                      | Irauçuba                  |
| Noroeste Cearense          | Sobral                      | Massapê                   |
| Noroeste Cearense          | Sobral                      | Miraíma                   |
| Noroeste Cearense          | Sobral                      | Mucambo                   |
| Noroeste Cearense          | Sobral                      | Pacujá                    |
| Noroeste Cearense          | Sobral                      | Santana do Acaraú         |
| Noroeste Cearense          | Sobral                      | Senador Sá                |
| Noroeste Cearense          | Sobral                      | Sobral                    |
| Norte Cearense             | Baixo Curu                  | Paracuru                  |
| Norte Cearense             | Baixo Curu                  | Paraipaba                 |
| Norte Cearense             | Baixo Curu                  | São Gonçalo do Amarante   |
| Norte Cearense             | Baturite                    | Acarapé                   |
| Norte Cearense             | Baturite                    | Araçoiaba                 |
| Norte Cearense             | Baturite                    | Aratuba                   |
| Norte Cearense             | Baturite                    | Baturité                  |
| Norte Cearense             | Baturite                    | Capistrano                |
| Norte Cearense             | Baturite                    | Guaramiranga              |
| Norte Cearense             | Baturite                    | Itapiúna                  |
| Norte Cearense             | Baturite                    | Mulungu                   |
| Norte Cearense             | Baturite                    | Pacoti                    |
| Norte Cearense             | Baturite                    | Palmácia                  |
| Norte Cearense             | Baturite                    | Redenção                  |
| Norte Cearense             | Caninde                     | Canindé                   |
| Norte Cearense             | Caninde                     | Caridade                  |
| Norte Cearense             | Caninde                     | Itatira                   |
| Norte Cearense             | Caninde                     | Paramoti                  |
| Norte Cearense             | Cascavel                    | Beberibe                  |
| Norte Cearense             | Cascavel                    | Cascavel                  |
| Norte Cearense             | Cascavel                    | Pindoretama               |
| Norte Cearense             | Chorozinho                  | Barreira                  |
| Norte Cearense             | Chorozinho                  | Chorozinho                |
| Norte Cearense             | Chorozinho                  | Ocara                     |
| Norte Cearense             | Itapipoca                   | Amontada                  |
| Norte Cearense             | Itapipoca                   | Itapipoca                 |
| Norte Cearense             | Itapipoca                   | Trairi                    |
| Norte Cearense             | Medio Curu                  | Apuiarés                  |
| Norte Cearense             | Medio Curu                  | General Sampaio           |
| Norte Cearense             | Medio Curu                  | Pentecoste                |
| Norte Cearense             | Medio Curu                  | São Luís do Curu          |
| Norte Cearense             | Medio Curu                  | Tejuçuoca                 |
| Norte Cearense             | Uruburetama                 | Itapagé                   |
| Norte Cearense             | Uruburetama                 | Tururu                    |
| Norte Cearense             | Uruburetama                 | Umirim                    |
| Norte Cearense             | Uruburetama                 | Uruburetama               |
| Sertoes Cearenses          | Sertao de Crateus           | Ararendá                  |
| Sertoes Cearenses          | Sertao de Crateus           | Crateús                   |
| Sertoes Cearenses          | Sertao de Crateus           | Independência             |
| Sertoes Cearenses          | Sertao de Crateus           | Ipaporanga                |
| Sertoes Cearenses          | Sertao de Crateus           | Monsenhor Tabosa          |
| Sertoes Cearenses          | Sertao de Crateus           | Nova Russas               |
| Sertoes Cearenses          | Sertao de Crateus           | Novo Oriente              |
| Sertoes Cearenses          | Sertao de Crateus           | Quiterianópolis           |
| Sertoes Cearenses          | Sertao de Crateus           | Tamboril                  |
| Sertoes Cearenses          | Sertao de Inhamuns          | Aiuaba                    |
| Sertoes Cearenses          | Sertao de Inhamuns          | Arneiroz                  |
| Sertoes Cearenses          | Sertao de Inhamuns          | Catarina                  |
| Sertoes Cearenses          | Sertao de Inhamuns          | Parambu                   |
| Sertoes Cearenses          | Sertao de Inhamuns          | Saboeiro                  |
| Sertoes Cearenses          | Sertao de Inhamuns          | Tauá                      |
| Sertoes Cearenses          | Sertao de Quixeramobim      | Banabuiú                  |
| Sertoes Cearenses          | Sertao de Quixeramobim      | Boa Viagem                |
| Sertoes Cearenses          | Sertao de Quixeramobim      | Choró                     |
| Sertoes Cearenses          | Sertao de Quixeramobim      | Ibaretama                 |
| Sertoes Cearenses          | Sertao de Quixeramobim      | Madalena                  |
| Sertoes Cearenses          | Sertao de Quixeramobim      | Quixadá                   |
| Sertoes Cearenses          | Sertao de Quixeramobim      | Quixeramobim              |
| Sertoes Cearenses          | Sertao de Senador Pompeu    | Acopiara                  |
| Sertoes Cearenses          | Sertao de Senador Pompeu    | Deputado Irapuan Pinheiro |
| Sertoes Cearenses          | Sertao de Senador Pompeu    | Milhã                     |
| Sertoes Cearenses          | Sertao de Senador Pompeu    | Mombaça                   |
| Sertoes Cearenses          | Sertao de Senador Pompeu    | Pedra Branca              |
| Sertoes Cearenses          | Sertao de Senador Pompeu    | Piquet Carneiro           |
| Sertoes Cearenses          | Sertao de Senador Pompeu    | Senador Pompeu            |
| Sertoes Cearenses          | Sertao de Senador Pompeu    | Solonópole                |
| Sul Cearense               | Barro                       | Aurora                    |
| Sul Cearense               | Barro                       | Barro                     |
| Sul Cearense               | Barro                       | Mauriti                   |
| Sul Cearense               | Brejo Santo                 | Abaiara                   |
| Sul Cearense               | Brejo Santo                 | Brejo Santo               |
| Sul Cearense               | Brejo Santo                 | Jati                      |
| Sul Cearense               | Brejo Santo                 | Milagres                  |
| Sul Cearense               | Brejo Santo                 | Penaforte                 |
| Sul Cearense               | Cariri                      | Barbalha                  |
| Sul Cearense               | Cariri                      | Crato                     |
| Sul Cearense               | Cariri                      | Jardim                    |
| Sul Cearense               | Cariri                      | Juazeiro do Norte         |
| Sul Cearense               | Cariri                      | Missão Velha              |
| Sul Cearense               | Cariri                      | Nova Olinda               |
| Sul Cearense               | Cariri                      | Porteiras                 |
| Sul Cearense               | Cariri                      | Santana do Cariri         |
| Sul Cearense               | Caririacu                   | Altaneira                 |
| Sul Cearense               | Caririacu                   | Caririaçú                 |
| Sul Cearense               | Caririacu                   | Farias Brito              |
| Sul Cearense               | Caririacu                   | Granjeiro                 |
| Sul Cearense               | Chapada do Araripe          | Araripe                   |
| Sul Cearense               | Chapada do Araripe          | Assaré                    |
| Sul Cearense               | Chapada do Araripe          | Campos Sales              |
| Sul Cearense               | Chapada do Araripe          | Potengi                   |
| Sul Cearense               | Chapada do Araripe          | Salitre                   |